# Mecz testowy (krykiet)

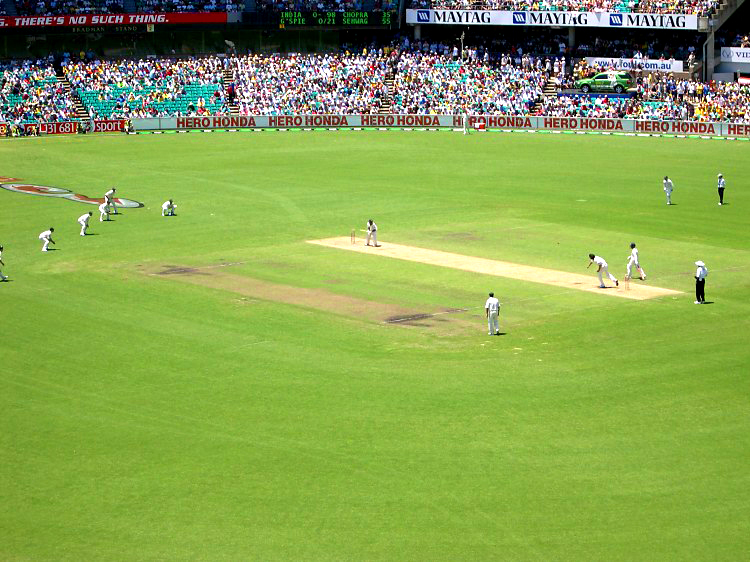
Trwa mecz Australia – Indie w Sydney (2004)

Mecze testowe (ang. Test cricket) – najdłuższa, pięciodniowa odmiana krykieta, w której rywalizacja odbywa się jedynie pomiędzy krajami posiadającymi pełne członkostwo w Międzynarodowej Radzie Krykieta (International Cricket Council). ICC za mecz testowy uznaje też spotkanie, w którym przeciwnikiem jednego z tych krajów jest drużyna Reszty Świata (ICC World XI).
Pomimo rosnącej popularności meczów jednodniowych to właśnie „testy” są wciąż najwyżej cenioną formułą rozgrywek w tej dyscyplinie. Nazwa wywodzi się prawdopodobnie z określenia, iż mecze te są „próbą sił” (ang. test of strength) rywalizujących drużyn. Wiele wskazuje na to, że po raz pierwszy termin ten został użyty w odniesieniu do reprezentacji Anglii i jej tournée do Australii w latach 1861–1862, choć obecnie meczom wówczas rozegranym odmawia się prawa do nazwy „mecze testowe”. Formalnie mecze testowe zapoczątkowano w roku 1877, również podczas australijskiego tournée Anglików i zakończył się zwycięstwem gospodarzy.
Mecze testowe są odmianą meczów pierwszoklasowych, choć różnica w poziomie umiejętności między nimi jest wyraźna i wielu zawodników wyróżniających się na szczeblu first class nie jest w stanie korzystnie się zaprezentować w testach.

## Historia
Pierwszy mecz testowy rozpoczął się 15 marca 1877, bez ograniczeń czasowych i z czterema piłkami na over. Zakończył się 19 marca zwycięstwem Australijczyków nad Anglikami z przewagą 45 runów.
Od tamtej chwili rozegrano już ponad 1800 testów, a liczba państw dopuszczonych do tych meczów w 2000 roku wzrosła do dziesięciu. Mecz testowy składa się z dwóch inningsów dla każdej drużyny i trwa zazwyczaj pięć dni. Mecz może zakończyć się zwycięstwem jednej z drużyn (ang. win), remisem (ang. tie) lub, jeżeli nie uda się go dokończyć w wyznaczonym czasie, ogłaszane jest nierozstrzygnięcie (ang. drawn).
Mecze testowe Anglii z Australią noszą nazwę The Ashes – od satyrycznego nekrologu opublikowanego w 1882 w The Sporting Times po porażce Anglików na stadionie The Oval, w którym stwierdzono, że angielski krykiet zmarł, a jego ciało zostanie skremowane, zaś prochy zabrane do Australii. Następne tournée, na przełomie 1882 i 1883 nazwano w angielskich mediach „wyprawą po odzyskanie popiołów” (ang. ashes). Po zwycięstwie Anglików grupa kobiet z Melbourne wręczyła ich kapitanowi, Ivo Blighowi, małą urnę mającą zawierać popiół po spaleniu baila użytego podczas drugiego w historii meczu testowego między Anglią a Australią. Wbrew obiegowej opinii, nie jest to jednak ta sama urna, która obecnie stanowi trofeum w The Ashes. Oryginał stanowił własność prywatną Ivo Bligha. Po jego śmierci, jego żona przekazała urnę muzeum, gdzie jest obecnie prezentowana. Nagrodą za zwycięstwo w The Ashes jest szklana, powiększona kopia.
Inne trofea w meczach testowych to trofeum Basila D’Oliveiry (mecze Anglii z RPA grane w Południowej Afryce), trofeum Wisdena (Anglia – Indie Zachodnie), trofeum Franka Worrella (Australia – Indie Zachodnie), trofeum Transtasmańskie (ang. Trans-Tasman; Australia – Nowa Zelandia), trofeum Bordera-Gavaskara (Australia – Indie) i trofeum sir Viviana Richardsa (RPA – Indie Zachodnie).

## Test status
Aby reprezentacja danego kraju mogła wystąpić w meczu testowym, musi posiadać test status przyznany przez International Cricket Council (ICC). W chwili obecnej jest ich dziesięć (w nawiasie data przyznania statusu):
1. Anglia (15 marca 1877)
2. Australia (15 marca 1877)
3. RPA (12 marca 1889; RPA nie grała w meczach międzynarodowych w okresie od 1971 do 1991 – została zawieszona ze względu na prowadzoną tam politykę apartheidu.)
4. Indie Zachodnie (23 czerwca 1928)
5. Nowa Zelandia (10 stycznia 1930)
6. Indie (25 czerwca 1932; przed 1947 w skład Indii wchodziły obszary, na których dziś znajdują się państwa Pakistan i Bangladesz.)
7. Pakistan (16 października 1952; przed 1971 Pakistan obejmował tereny dzisiejszego państwa Bangladesz.)
8. Sri Lanka (17 lutego 1982)
9. Zimbabwe (18 października 1992) (Reprezentacja została zawieszona od 10 czerwca 2004 do 6 stycznia 2005 przez ICC[1][2], a następnie wycofała się z meczów testowych począwszy od 18 stycznia 2006 do sierpnia 2011 roku)[3][4].
10. Bangladesz (10 listopada 2000)
11. Irlandia[5] (11 maja 2018)
12. Afganistan[5] (14 czerwca 2018)

W 2003 roku ICC ogłosiła, iż zamierza dołączyć do tego grona Kenię.
Lista meczów określanych jako „testy” została po raz pierwszy spisana przez Australijczyka Clarence’a Moody’ego pod koniec XIX wieku. Mecze reprezentacji Anglii, w czasie gdy wystawiała ona dwie drużyny jednocześnie na dwa tournée (w 1891/1892 – przeciwko Australii i RPA oraz w 1929/1930 przeciw Indiom Zachodnim i Nowej Zelandii), również uznawane są za testowe.
W 1970 rozegrano serię pięciu meczów Anglia – World XI („Jedenastka świata”). Początkowo przyznano tym meczom status testowy, zrobił to nawet Wisden Cricketers' Almanack, później jednak decyzje te zmieniono i ustanowiono zasadę, iż meczami testowymi mogą być tylko mecze dwóch reprezentacji narodowych. Z tego samego powodu status testowy utraciły mecze Australia – World XI z lat 1971/72. Nigdy też nie przyznano go rozgrywanym w latach 1977–1979 w ramach komercyjnej World Series Cricket Kerry’ego Packera „Supertestom”, w których występowały ekipy „WSC Australia”, „WSC World XI” i „WSC Indie Zachodnie”.
Rangę testowego na mocy decyzji ICC otrzymał za to – wbrew wcześniejszym ustaleniom – sześciodniowy mecz Super Series rozegrany w październiku 2005 pomiędzy Australią a Jedenastką Świata. Niektórzy prominentni statystycy krykietowi (na przykład Bill Frindall) postanowili zignorować decyzję ICC, co oznacza, że pojawiać się mogą konkurencyjne i różniące się zestawienia statystyczne.

## Rozgrywanie meczu
Mecz testowy trwa maksymalnie pięć dni, ale może się zakończyć wcześniej. Każdego dnia gra się trzy dwugodzinne sesje (z czterdziestominutową przerwą na obiad i dwudziestominutową na popołudniowy „podwieczorek”). Przerwy zarządzane przez sędziów z powodu złej pogody wliczane są do czasu trwania meczu.
Drużyny mają do dyspozycji po dwa inningsy, które muszą zakończyć się w ciągu 5 dni, aby można było ogłosić zwycięstwo któregoś z zespołów (możliwym wynikiem jest także remis punktowy, ale dochodzi do niego niezwykle rzadko). Ponieważ w meczach testowych liczba overów jest nieograniczona, kapitan strony odbijającej ma prawo zakończyć (declare) innings wcześniej, jeśli uzna, że w ten sposób zaoszczędzi czas potrzebny do wygranej.
W meczach testowych zawodnicy obu drużyn występują w białych strojach, a zawody rozgrywane są czerwoną piłką. Od roku 2018 zawodnicy są oznaczeni wybranym przez siebie numerem i nazwiskiem